# Andrei Nagel

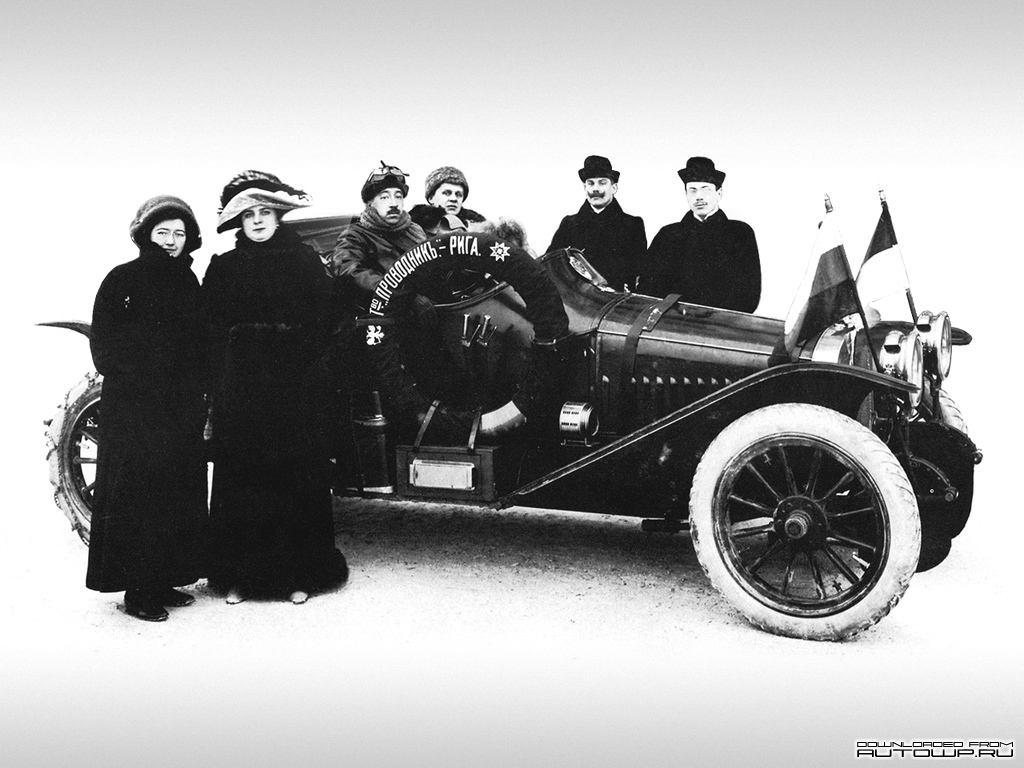
Une Russo-Baltique Torpédo S24-55 (ici au départ de Saint-Pétersbourg, seuls partants, 3257 kilomètres)…

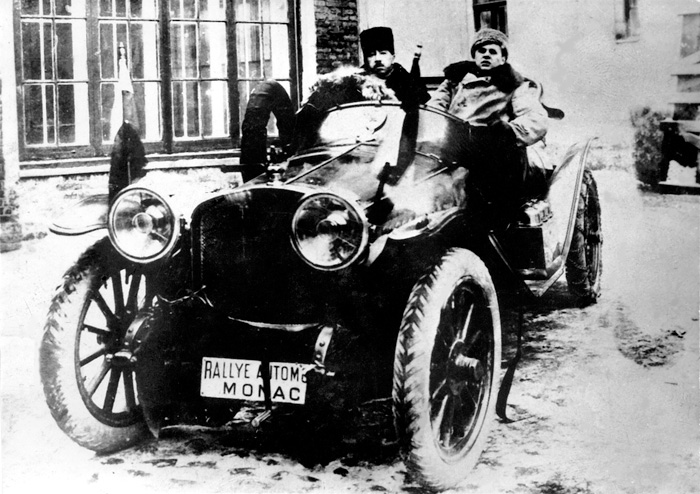
L'équipage en route pour Monaco.

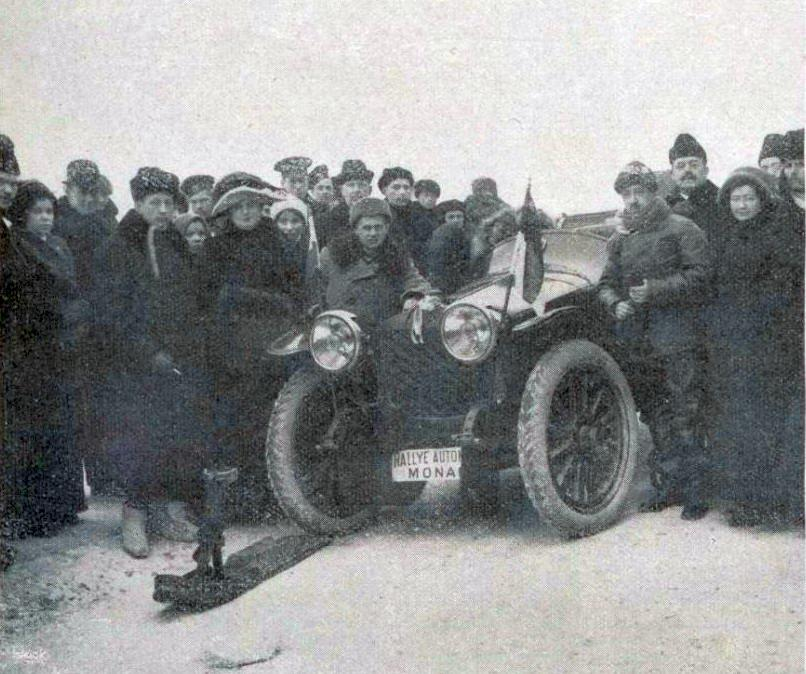
Le départ à Saint-Pétersbourg.

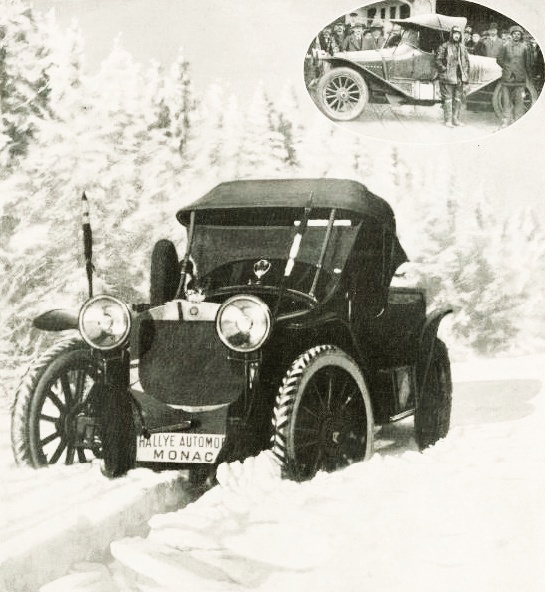
Andreï Platonovitch Nagel et son copilote Mikhaïlov sur Russo-Baltique Torpédo S24-55 en route pour l'édition 1912 (couverture de La Vie au Grand Air du 3 février).

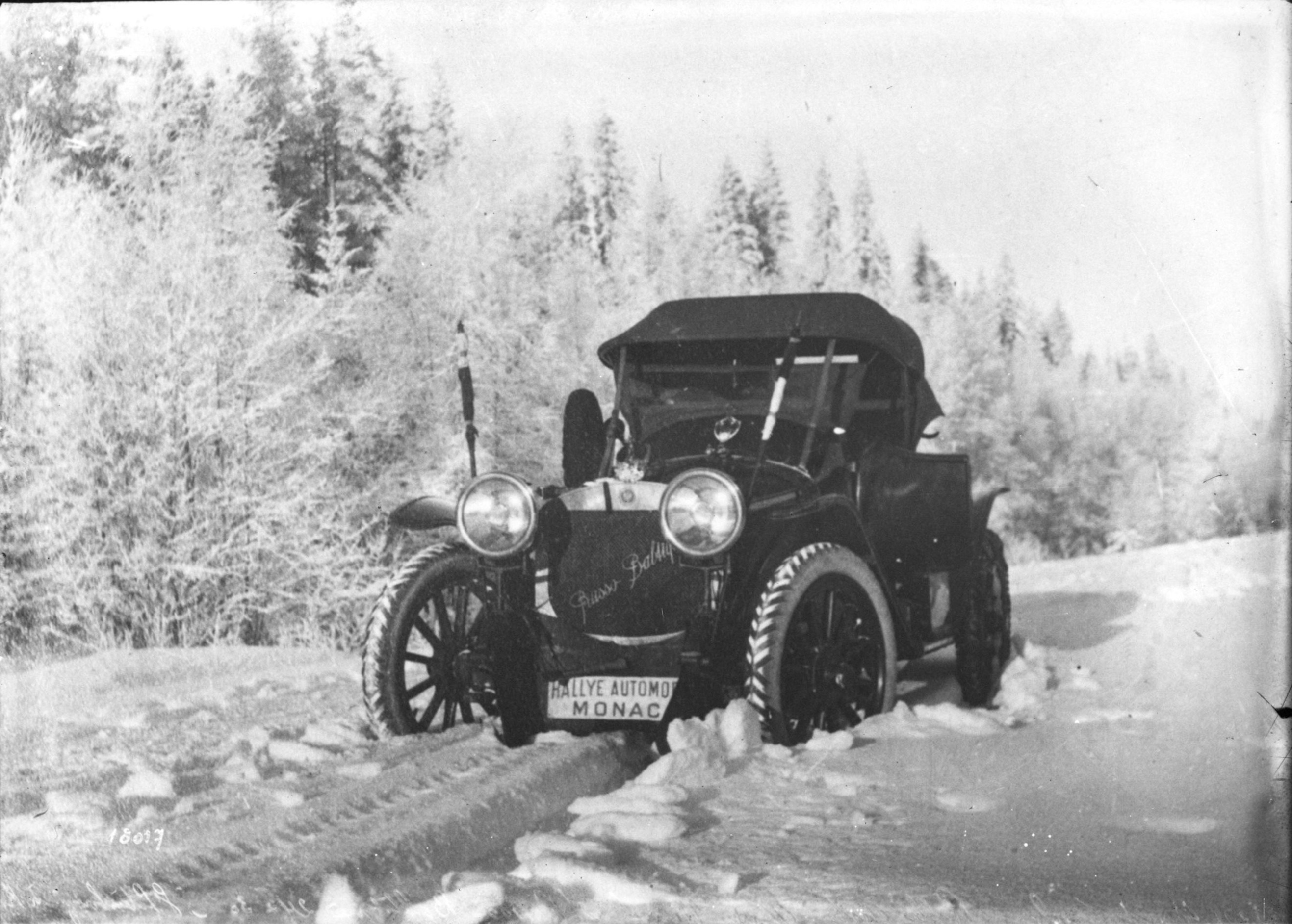
… lors du rallye Monte-Carlo 1912.

Andreï Platonovitch Nagel (en russe : Андрей Платонович Нагель), né le 2 mars 1877 sur les bords de l'Okhta dans les quartiers est de Saint-Pétersbourg et mort le 10 novembre 1956 à Neuilly-sur-Seine âgé de 79 ans, est un pilote automobile russe.
Bien que petit par la taille, il est considéré comme le conducteur le plus connu à l'étanger pour la période antérieure à la révolution d'Octobre. Son grand-père est l'éditeur Andreï Kraïevsky.

## Biographie
Scolarisé dans l'une des meilleures écoles de Saint-Pétersbourg, il termine ensuite ses études supérieures dans l'université de la ville en 1902. Il entre alors pour huit années au ministère des communications russe. Sportif dans l'âme, il participe déjà à quelques courses motorisées dès la fin de ses études, et il est excellent en polo à bicyclette. Bon joueur d'échecs, il fait aussi de fréquents tournois de patinage de vitesse et artistique.
Après avoir été impressionné par une compétition automobile à laquelle il assiste le 11 septembre 1898, il se met à rédiger des chroniques de plus en plus régulières sur ce sport naissant pour le magazine Samokat, puis en 1900 il crée Sport, une publication plus éclectique, et en 1902 il commence son nouveau support, Avtomobil, très populaire jusqu'à sa disparition en 1917, dans lequel il fournit un nombre considérable d'articles. Il devient aussi rédacteur en chef de Dvigatel, d'Aero et, de Avtobilnaya zizhn.
Le 9 octobre 1902, il organise pour son magazine Avtomobil la course Strel'na-Krasnoe Selo-Gatchina-Strel'na, de 64 kilomètres, remportée par Samuel Suurmets devant le français Georges Barbais, tous deux sur des voitures Georges Richard 10HP.
Il fait partie de l'Automobile Club de Saint-Pétersbourg dès sa création, le 24 novembre 1902, et en 1904 il devient également membre de la société des ingénieurs russes, ainsi que de l'Automobile Club Impérial où il va superviser le département chargé d'organiser des compétitions internationales..
Ami du chef du département automobile chez Russo-Balt (RB), il devient progressivement le responsable de la promotion de la marque. Il commence par s'occuper des stands RB à travers diverses expositions de renommée internationale, comme en mai 1910 dans la capitale russe (la troisième déjà organisée sur place), ou encore en 1913 au palais Mikhaylovsky. Il écrit alors un livre, Voyage à travers la Russie en Russo-Balt, qui connait un franc succès dans son pays, tout en commençant toujours en 1910 une chronique régulière consacrée à la marque dans Avtomobil.
En 1910 encore, il participe sur sa RB S24-30 personnelle à la course de régularité Saint-Pétersbourg-Kiev-Moscou-Saint-Pétersbourg, avec le journaliste français Charles Faroux pour copilote (Nagel parle assez bien le français), à partir du 16 juin pour une distance de près de 3 200 kilomètres à couvrir. Contre toute attente, ils obtiennent un Prix spécial de l'Automobile Club Impérial russe. En fin d'année, Nagel fait gravir le mont Vésuve à sa voiture DB, de 24HP, après avoir accompli un trajet Saint-Pétersbourg-Dresde-Rome-Naples.
En 1911, il reçoit encore une récompense pour la régularité de sa conduite lors du Saint-Pétersbourg-Tver-Moscou-Orel-Belgorod-Kharkov-Yekaterinoslav-Melitopol-Simferopol-Sébastopol, long de 2 200 kilomètres, sans avoir reçu de pénalité.
Entre 1910 et 1911, il dispute ainsi pour RB de nombreuses courses nationales et internationales, évoluant parfois même à motocyclette. Ses deux succès lors des rallyes impériaux l'incitent à s'inscrire désormais au deuxième Rallye Monte-Carlo.
Il y participe durant 8 jours et 3 heures à l'hiver 1912 avec le coureur pionnier automobile Vadim Mikhaïlov comme copilote. Ce dernier se blesse au poignet en démarrant la voiture la veille du départ, une RB Torpédo S24-55 roadster "type Monaco", 5,0 l 4 cylindres pour 55 CV avec une vitesse de pointe théorique de 130 kilomètres par heure, spécifiquement préparée (réservoir supplémentaire, puissants phares à acétylène, absence de pare-brise pour la visibilité malgré le froid, chaînes et skis, circuit de refroidissement en partie à alcool, etc.), et allégée (absence d'amortisseurs…), avec plusieurs paires de pneumatiques embarquées de la marque franco-russe Prowodnik implantée à Riga. Le tsar Nicolas II assiste en personne au départ de l'équipée, le 13 janvier au matin depuis sa capitale, par −22 °C.
Durant le trajet en Europe centrale pour atteindre la Principauté de Monaco, les conditions atmosphériques sont extrêmes, en passant par Riga (où ils manquent alors être dévorés par une meute de loups qui les poursuit), Königsberg, Berlin, Heidelberg et Belfort. Le temps s'adoucit à partir de Lyon pour rejoindre Avignon. Ils arrivent premiers concurrents en Principauté en suivant la route depuis Berlin, le 21 alors qu'il pleut des cordes. La distance totale a été de 3 257 kilomètres, avec même une pointe de vitesse à 167 km/h.
Nagel et Mikhaïlov sont finalement classés neuvièmes au général car le jury a estimé... que la capote et le pare-brise détruisent l'élégance du véhicule. Leur voiture est ornée de drapeaux pour être exposée, et au palais princier ils reçoivent le Prix du parcours le plus long, et celui de la résistance. On leur offre une prime de 600 francs de l'époque.
À son retour, le tsar intronise Nagel dans l'Ordre de Sainte-Anne. L'Automobile Club Impérial donne une soirée de gala.
La même année, il dispute également en août la course par étapes Moscou-Saint-Sébastien, pour rallier le Pays basque (4 492 kilomètres). Il termine troisième et obtient une nouvelle fois le trophée de la plus longue distance parcourue, toujours avec le même châssis.
En 1913, il fait 11 000 kilomètres avec sa voiture, puis en 1914, il part en Afrique du Nord entre autres avec le pilote et journaliste sportif tout comme lui Evgueni Kouzmine. Au passage à Paris ils rendent visite à leur ami Faroux. Au total le châssis numéro 14 accomplit 80 000 kilomètres en quatre ans.
En février 1920, Nagel prend le chemin de l'exil définitif à Paris.

## Palmarès en course
- 29 janvier 1900 : deuxième édition de Saint-Pétersbourg (arrêt ferroviaire Alexandrovskaya)-Krasnoe Selo-Gatchina-Pulkovo-Saint-Pétersbourg (Alexandrovskaya), ou IIe Coupe de l'Union-cycliste de Saint-Pétersbourg, sur tricycle Clément 1.75HP (69,3 kilomètres)
  - 30 décembre 1900 : troisième de la course Saint-Pétersbourg (station Alexandrovskaya)-Strel'na-Saint-Pétersbourg (Alexandrovskaya), du magazine Sport, associé à Georges Barbais sur voiture Clément (41,6 kilomètres au lieu des 83,2 prévus, par −28 °C)
- 17 juillet 1901 : troisième édition de Moscou-Saint-Pétersbourg, associé à Louis Mazy sur voiture Starley-Bertrand 6,5 HP (693,42 kilomètres)
  - 10 mai 1903 : deuxième du kilomètre (verste) départ lancé, sur Prunel 12 HP (route de Volkhonskoe)
  - 10 mai 1903 : deuxième du kilomètre (verste) départ arrêté, sur Prunel 12 HP (route de Volkhonskoe)
  - 1er juin 1908 : participation à Saint-Pétersbourg-Moscou (686,5 kilomètres) sur Berliet de catégorie II (alésage de 107  à   130 mm)[3].